# Małyk Łopuszki wrych
Małyk Łopuszki wrych (bułg. Малък Лопушки връх) – szczyt pasma górskiego Riła, w Bułgarii, o wysokości 2537 m n.p.m.